# Eros Ramazzotti
Eros Luciano Walter Ramazzotti (ur. 28 października 1963 w Rzymie) – włoski piosenkarz pop i autor tekstów piosenek. Zyskał rozpoznawalność we Włoszech i większości krajów europejskich, a także w całym świecie hiszpańskojęzycznym, wydał większość swoich albumów zarówno w języku włoskim, jak i hiszpańskim.
Od 1984 Ramazzotti wydał 11 albumów studyjnych, jedną EPkę, trzy albumy kompilacyjne, trzy albumy koncertowe i 37 singli. W swojej 40–letniej karierze sprzedał ponad 60 mln płyt. W jego repertuarze znajdują się duety z takimi artystami jak Anastacia, Andrea Bocelli, Cher, Joe Cocker, Julio Iglesias, Laura Pausini, Luciano Pavarotti, Lynn Davis, Nicole Scherzinger, Patsy Kensit, Ricardo Arjona, Ricky Martin i Tina Turner. W 1996 był nominowany do Europejskiej Nagrody Muzyczne MTV dla najlepszego wokalisty.

## Wczesne lata
Urodził się i dorastał w Cinecittà, przedmieściu Rzymu, jako syn Raffaeli Moliny i Rodolfo Ramazzottiego, robotnika budowlanego. Jego ojciec pochodził z prowincji Viterbo w Lacjum, a matka z prowincji Vibo Valentia w Kalabrii. Został nazwany na cześć Erosa, greckiego boga miłości.

## Początki kariery
Jego ojciec był melomanem, grał na pianinie i śpiewał amatorsko. Od najmłodszych lat Eros Ramazzotti wykazywał wczesne predyspozycje do muzyki, najpierw zainteresował się nauką gry na pianinie, a w wieku siedmiu lat zaczął grać na gitarze, z pomocą dwóch przyjaciół z sąsiedztwa, jednego gitarzysty jazzowego, drugiego artysty przy fortepianie. Jako nastolatek pisał piosenki z pomocą ojca. Chciał uczęszczać do konserwatorium muzycznego, ale nie zdał egzaminu wstępnego i rozpoczął naukę księgowości, ale ją porzucił. Czasami pojawiał się jako statysta w filmach, marząc o karierze gwiazdy pop.
W 1981 Ramazzotti wziął udział w konkursie muzycznym Voci Nuove di Castrocaro (Nowe głosy Castrocaro Terme) z napisaną przez siebie piosenką „Rock 80”, występując przed przedstawicielami różnych wytwórni płytowych. Choć konkurs wygrali Zucchero i Marina Fiordaliso, Ramazzotti dotarł do finału i otrzymał dwa głosy od Roberto Galantiego i Barona Lando Lanniego, którzy reprezentowali niedawno uruchomioną włoską wytwórnię DDD (Drogueria di Drugolo). DDD dał Erosowi swój pierwszy kontrakt. Przeniósł się do Mediolanu ze swoim bratem Marco i matką Raffaellą i początkowo mieszkali w tym samym budynku, co wytwórnia płytowa.

## Rozwój kariery
W 1982 wydał debiutancki album pt. Ad un amico. Pierwszy singiel Ramazzottiego „Ad un amico” (1982) nie został szczególnie dobrze przyjęty. W 1984 z utworem „Terra promessa” zwyciężył w kategorii młodych wykonawców na Festiwalu Piosenki Włoskiej w San Remo. W 1985 wziął ponownie udział w Festiwalu Piosenki Włoskiej w San Remo z piosenką „Una storia valide” pochodzącą z jego debiutanckiego albumu Cuori agitati (1985). Choć na festiwalu zajął dopiero szóste miejsce, „Una storia valide” został wydany jako singiel i stał się wielkim hitem w wielu krajach europejskich, w tym we Francji, gdzie sprzedał się w milionach egzemplarzy. Jego drugi album Nuovi eroi (1986), zdobył dwie platynowe nagrody w Szwajcarii przy sprzedaży ponad 100 tys. egzemplarzy i status złotej płyty w Niemczech przy sprzedaży ponad 250 tys. egzemplarzy. Podczas swojego trzeciego występu na festiwalu w Sanremo w 1986 jego singiel „Adesso tu” z albumu Nuovi eroi zwyciężył w ogólnym konkursie.
W 1987 Ramazzotti wyruszył w dziewięciomiesięczną trasę koncertową po wydaniu swojego trzeciego albumu In certi momenti (1987), występując przed ponad milionem ludzi. W pewnych momentach pokrył się złotem w Niemczech z ponad 250 tys. sprzedażami i platyną w Szwajcarii z ponad 50 tys. sprzedażami i osiągnął ponad 3 mln egzemplarzy na całym świecie. W miarę rozwoju swojej kariery wykonał „La Luce Buona Delle Stelle” (22 listopada 1987) z Patsy Kensit, a w maju 1988 wydał minialbum Musica è składający się z siedmiu utworów z tytułowym duetem Ramazzottiego i Andrea Bocelli, który podbił rynek wydawniczy.
Po dwóch latach przerwy w koncertowaniu wydał album pt. In ogni senso, poprzedzający pierwszy występ artysty w Radio City Hall w Nowym Jorku. Po zakończeniu trasy wydał album koncertowy pt. Eros in concert. Trzy lata później nagrał album pt. Tutte storie, z którym dotarł na szczyty wszystkich list przebojów w Europie. Płytę promował singlem „Cose della vita” (nagrany później – w 1997 roku – jako duet z Tiną Turner), do którego teledysk wyreżyserował Spike Lee. Tournée europejskie było jednym z najważniejszych tras artysty i skończyło się za oceanem, gdzie Ramazzotti występował w 15 krajach latynoamerykańskich. Po przyjeździe do Polski zainicjował występ trio: Erosa Ramazzotti, Pino Daniele i Jovanotti. W listopadzie 1994 został zaproszony do wystąpienia na żywo na koncercie MTV Awards w Berlinie.
W tym okresie podpisał kontrakt dyskograficzny z wytwórnią BMG International. Latem 1995 wziął udział w Summer Festival. 13 maja 1996 wydał album pt. Dove c’e musica, który był pierwszym w pełni wyprodukowanym przez artystę. Sprzedał ponad 7 mln egzemplarzy tej płyty. W następnych miesiącach napisał „That’s All I Need To Know” dla Joe Cockera. W październiku 1997 wydał składankę pt. Eros – Greatest Hits, na której umieścił swoje największe przeboje oraz dwie premierowe piosenki. W lutym 1998 rozpoczął ośmiomiesięczne tournée światowe do Południowej Ameryki, Stanów Zjednoczonych Ameryki i Europy. W maju Eros uczestniczył w koncercie „Pavarotti i Przyjaciele” w reżyserii Spike’a Lee, gdzie występował w duecie z Luciano Pavarotti – „Se bastasse una canzone”. W październiku1998 wydał koncertowy album pt. Eros live.
Pod koniec tysiąclecia otworzył studio nagrań i dwa studia postprodukcyjne. W 2000 wydał album pt. Stilelibero. W 2013 ukazał się singiel „Un Ángel Como El Sol Tú Eres”.

## Życie prywatne
24 kwietnia 1998 zawarł związek małżeński ze szwajcarską modelką i aktorką Michelle Hunziker. Mają córkę, Aurorę Sophie (ur. 5 grudnia 1996). W 2002 doszło do separacji, a 25 marca 2009 sfinalizowano rozwód. 6 czerwca 2014 poślubił modelkę Marice Pellegrinelli, z którą ma dwójkę dzieci – córkę Raffaelę Marię (ur. 3 sierpnia 2011) oraz syna Gabrio Tullio (ur. 14 marca 2015). W lipcu 2019 para się rozstała.

## Dyskografia

### Albumy
- 1985: Cuori agitati (wyd. BMG)
- 1986: Nuovi eroi (wyd. BMG)
- 1987: In certi momenti (wyd. BMG)
- 1990: In ogni senso (wyd. BMG)
- 1993: Tutte storie (wyd. BMG)
- 1996: Dove c’è musica (wyd. BMG)
- 2000: Stilelibero (wyd. BMG)
- 2000: 9 (wyd. BMG)
- 2005: Calma apparente (wyd. Sony BMG Norte)
- 2009: Ali e radici (wyd. Sony BMG Music Entertainment)
- 2012: Noi (wyd. Universal)
- 2015: Perfetto (wyd. Universal)
- 2018: Vita ce n’è (wyd. Polydor)
- 2022: Battito Infinito (wyd. Battito Infinito)

## Nagrody
| Rok  | Nagroda                                                    | Kategoria                              |
| ---- | ---------------------------------------------------------- | -------------------------------------- |
| 1988 | Brązowa statuetka Bravo Otto, nagroda dwutygodnika „Bravo” | Piosenkarz roku                        |
| 1993 | Brązowa statuetka Bravo Otto, nagroda dwutygodnika „Bravo” | Piosenkarz roku                        |
| 1993 | Telegatto Award                                            | Najlepszy piosenkarz                   |
| 1997 | World Music Award                                          | Najlepszy włoski artysta               |
| 1997 | Nagroda Echo (Hamburg)                                     | Najlepszy artysta międzynarodowy       |
| 1997 | BMI Film & TV Award                                        | Najlepsza piosenka „La cosa más bella” |
| 1997 | World Music Award                                          | Najlepszy włoski artysta               |